# Супермасивна црна рупа
У астрофизици, супермасивна црна рупа (енгл. supermassive black hole, SMBH или понекад SBH) црна је рупа са масом у опсегу од милион до милијарду маса Сунца. Ово је најмасивнији тип црних рупа, чак масивнији и од примордијалне црне рупе (још увек хипотетичне), а далеко масивнијих од црних рупа звезданог порекла и средње масивних црних рупа. Ово је класа астрономских објеката који су прошли кроз гравитациони колапс, остављајући иза себе сфероидни регион простора из кога ништа не може да побегне; чак ни светлост. Опсервацијски докази указују на то да све, или скоро све, масивне галаксије садрже супермасивне црне рупе, лоциране у центру галаксије. У случају Млечног пута, супермасивна црна рупа кореспондира са локацијом Стрелца А у галактичком центару. Акреција међузвезданог гаса у супермасивне црне рупе је процес који је одговоран за напајање квазара и других типова активних галактичких језгара.

## Супермасивна црна рупа у центру галаксије
Данас, посматрања говоре да готово свака велика галаксија у свом центру има супермасивну црну рупу. То је случај и са нашом галаксијом, Млечни пут. Показатељи који говоре да у нашој галаксији постоји таква црна рупа везана су за орбитална кретања звезда која су у великој близини центра галаксије у региону званом Стрелац А. Праћење путање њиховог кретања омогућило је директно мерење масе централне црне рупе ; 2,6 ± 0,2 милиона масе Сунца. Године 2002, астрономи су пратили кретање звезде С2 у сазвежђу Стрелац А када је установљено да се примакла до раздаљине од 17 светлосних сати до црне рупе.

## Особине
Поређењем са црном рупом звезданог порекла, средња густина супермасивне црне рупе може бити веома мала (понекад мање густине него вода). То се објашњава ефектом којим се Шварцшилдов регион црне рупе увећава узајамно са масом, што доводи до тога да се њена средња густина смањује сходно квадрату масе: што је црна рупа већа, то се њена средња густина смањује чак иако увећање њене масе тежи бесконачном. Други осетни утицаји су да је привлачна сила занемарљива у близини хоризонта догађаја масивне црне рупе, јер је њен централни гравитациони сингуларитет веома удаљен. То даје ефекат да испитивач који се приближава супермасивној црној рупи не осећа ништа посебно у тренутку преласка њеног хоризонта.
Према Ајнштајновој општој теорији релативности свако тело с масом закривљује простор-време. Код супермасивних црних рупа долази до изразитог деформирања и закривљења простора и времена, те су то места из којих никаква материја па чак ни светлост не може побећи.
Најважнија својства супермасивне црне рупе су маса, ротација, набој, Шварцшилдов полупречник, хоризонт догађаја и сингуларност.
| Врста                    | Маса           | Величина     |
| ------------------------ | -------------- | ------------ |
| супермасивна црна рупа   | ~105–109 Сунце | ~0,001–10 AJ |
| средње масивна црна рупа | ~103 Сунце     | ~103         |
| звездана црна рупа       | ~10 MСунце      | ~30          |
| микро црна рупа          | до око ~Месец  | до око ~0,1  |

### Маса
Супермасивне црне рупе су врста црних рупа које имају масу између сто хиљада и милијарду сунчевих маса. Према томе се увелико разликују од звезданих црних рупа које настају колапсом звезда, а њихова маса досеже тек до око 33 сунчеве масе. Тренутно постоји велика празнина у посматраној дистрибуцији маса црних рупа, те би између та два екстрема требало да се налазе претпостављене средње масивне црне рупе које настају у сада непознатим процесима. Неки подаци говоре о томе да опажени ултрајаки извори X зрачења (енг. ULX) могу бити црне рупе средњих маса.

### Густина супермасивне црне рупе
Супермасивне црне рупе поседују својства по којима се могу разликовати од црних рупа мањих маса. Просечну густину супермасивне црне рупе представља однос масе црне рупе и запремине унутар њеног Шварцшилдовог полупречника. Сферично тело код црне рупе која не ротира представља хоризонт догађаја, а запремина тог сферног тела је пропорционална са кубом полупречника. Запремина је с друге стране обрнуто пропорционална са густином. Како је Шварцшилдов полупречник црне рупе такође пропорционалан са масом, из тога произилази да је густина обрнуто пропорционална са квадратом масе црне рупе. Према томе, што су црне рупе масивније то је мања њихова просечна густина. Тако неке црне рупе могу имати густину и много мању од густине воде. Такву густину имају црне рупе са 100 милиона сунчевих маса.

### Хоризонт догађаја
Као и код других црних рупа, супермасивне црне рупе такође у простору омеђује замишљена површина, односно сфера која се назива хоризонт догађаја. Њен положај је одређен Шварцшилдовим полупречником, који је пропорционалан маси црне рупе. Сингуларност се налази у средишту саме црне рупе. Код ове врсте, хоризонт догађаја може бити вишеструко већи од пречника Сунца.

### Зрачење
Иако усисавају сву светлост у својој близини, могу се посматрати због зрачења материјала који у њу упада. Зрачење из околине супермасивне црне рупе зависи од масе црне рупе, удаљености на којој се ствара зрачење и акрецијске брзине пада масе у црну рупу. Зрачење производе јака магнетна поља, због кретања наелектрисаних честица релативистичким брзинама у спиралној путањи. Зрачење огромних количина енергије се налази на свим таласним дужинама електромагнетног спектра.
За црне рупе се претпостваља да су извор Хокинсовог зрачења. При томе долази до стварања парова виртуалних честица, а ако се тај пар налази у близини Шварцшилдовог полупречника једна улети у црну рупу, а друга у околни простор. То зрачење још није детектовано, а код супермасивних црних рупа оно би се још теже могло открити с обзиром да оне на свом хоризонту догађаја стварају мању гравитацијску силу, и стога би и то зрачење било слабије.

### Плимна сила црне рупе
Плимна сила у близини хоризонта догађаја је значајно слабија код супермасивних црних рупа, јер је средишња сингуларност врло далеко од хоризонта догађаја. Могло би се претпоставити да потенцијални астронаут путујући према средишту црне рупе не би осетио ефект врло јаке плимне силе која би га издужила све док не би упао врло дубоко у црну рупу.

## Формирање
О формирању супермасивних црних рупа се води широка полемика, с обзиром да се она одвија на великој скали времена у поређењу са формирањем црне рупе настале од звезда у процесу експлозије супернове, која је настала од масивне звезде, као што је звезда Волф-Рајет.
Најједноставнија хипотеза о формирању масивне црне рупе је да је њен почетак везан за звездану црну рупу која је скупљала материју милијардама година. Та хипотеза има много недостатака а један од њих је неопходност постојања велике густине звезда потребних да непрестано хране црну рупу. Али, посматрања показују да постоје супермасивне црне рупе са великим отклоном ка црвеном спектру, што говори да су из периода почетка развоја свемира. Те супермасивне црне рупе нису имале времена за настанак једноставним усисавањем звезда. Вероватно је да су овакве црне рупе формиране у почетку живота универзума за кратко време.
Сателит Чандра је омогућио посматрање центра галаксије двеју супермасивних црних рупа у орбити једна око друге.

## Пример
На 25 хиљада светлосних година од Земље црна рупа у центру Млечног пута поседује масу 3,7 милиона пута већу од масе Сунца и пречник од двадесетак милиона километара.
У срцу универзума у галаксијама се могу срести супермасивне црне рупе у размаку од милион до милијарду пута масе Сунца, као што су :
- Сазвежђе Персеј 4C +37.11[12];
- Абел 400 у сазвежђу Кит[13];
- APM 08279+5255 у сазвежђу Рис ;
- HE0450-2958 у сазвежђу Длето ;
- MRC 1138-262 у сазвежђу Хидра ;
- OJ 287 у сазвежђу Рак ;
- NGC 4261 у сазвежђу Девица[14] ;
- Q0906+6930 у сазвежђу Велики медвед;
- Стрелац A који гради срце Млечног пута у сазвеђу Стрелца ;
- CGCG 049-033 се налази 600 милиона светлосних година од Земље, постоји црна рупа величине милијарде масе Сунца која проузрокује ерупцију честица дугачку скоро 1,5 милион светлосних година ;
- M87 чија је ерупција откривена 1997. године а маса јој је 6,8 милијарди маса Сунца и заузима простор од само 10 светлосних година. ;
- J1148+5251 која садржи супермасивну црну рупу од више милијарди маса Сунца.